# Philip Cascalheira
Philip Cascalheira, född 25 oktober 1995, är en svensk fotbollsspelare som spelar för FC Rosengård.

## Karriär
Cascalheira började spela fotboll i Bunkeflo IF (som senare blev LB07) som sexåring. 2013 gick han till Trelleborgs FF. Inför säsongen 2014 flyttades Cascalheira upp i A-laget.
I december 2016 värvades Cascalheira av FC Rosengård.